# 螺序草
螺序草（学名：Spiradiclis caespitosa）为茜草科螺序草属下的一个种。

## 扩展阅读
- 維基物種上的相關：螺序草